# Brita Sigourney
Brita Sigourney (Monterey (Californië), 17 januari 1990) is een Amerikaanse freestyleskiester, gespecialiseerd op het onderdeel halfpipe. Ze vertegenwoordigde haar vaderland op de Olympische Winterspelen 2014 in Sotsji en op de Olympische Winterspelen 2018 in Pyeongchang.

## Carrière
Bij haar wereldbekerdebuut, in januari 2009 in Park City, eindigde Sigourney op de tiende plaats. De Amerikaanse won een zilveren medaille op het onderdeel superpipe tijdens de Winter X Games van 2011 in Aspen. Op de wereldkampioenschappen freestyleskiën 2011 in Deer Valley eindigde ze op de zesde plaats in de halfpipe. In december 2011 boekte Sigourney in Copper Mountain haar eerste wereldbekerzege. Ze behaalde de bronzen medaille op het onderdeel superpipe tijdens de Winter X Games van 2012 in Aspen. Tijdens de Olympische Winterspelen van 2014 in Sotsji eindigde de Amerikaanse als zesde in de halfpipe.
In de Spaanse Sierra Nevada nam Sigourney deel aan de wereldkampioenschappen freestyleskiën 2017. Op dit toernooi eindigde ze als negende in de halfpipe. Tijdens de Olympische Winterspelen van 2018 in Pyeongchang veroverde ze de bronzen medaille in de halfpipe.
Op de wereldkampioenschappen freestyleskiën 2019 in Park City behaalde de Amerikaanse de bronzen medaille in de halfpipe.

## Resultaten

### Olympische Spelen
| Jaar | Plaats      | Resultaten  |
| ---- | ----------- | ----------- |
| 2014 | Sotsji      | 6e Halfpipe |
| 2018 | Pyeongchang | Halfpipe    |

### Wereldkampioenschappen
| Jaar | Plaats        | Resultaten  |
| ---- | ------------- | ----------- |
| 2011 | Deer Valley   | 6e Halfpipe |
| 2017 | Sierra Nevada | 9e Halfpipe |
| 2019 | Park City     | Halfpipe    |

### Wereldbeker
Eindklasseringen
| Seizoen   | Algm | HP     |
| --------- | ---- | ------ |
| 2008/2009 | 103e | 17e    |
| 2011/2012 | 13e  | Goud   |
| 2012/2013 | 73e  | 15e    |
| 2013/2014 | 30e  | 6e     |
| 2014/2015 | 56e  | 8e     |
| 2015/2016 | 70e  | 8e     |
| 2016/2017 | 51e  | 7e     |
| 2017/2018 | 9e   | Zilver |
| 2018/2019 | 37e  | 6e     |
| 2019/2020 | 27e  | 6e     |

Wereldbekerzeges
| Datum            | Plaats           | Onderdeel |
| ---------------- | ---------------- | --------- |
| 9 december 2011  | Copper Mountain  | Halfpipe  |
| 4 maart 2012     | Mammoth Mountain | Halfpipe  |
| 20 december 2013 | Copper Mountain  | Halfpipe  |
| 19 januari 2018  | Mammoth Mountain | Halfpipe  |